# Spider-Man (Computerspiel, 1982)
Spider-Man ist ein Videospiel, das auf dem gleichnamigen Superhelden aus den Marvel Comics basiert.

## Spielprinzip
Der Spieler steuert Spider-Man, der versucht, ein Gebäude zu erklimmen und die vom Grünen Kobold platzierten Bomben zu entschärfen. Spider-Man kann sich mit seinen Netzlinien nur vertikal oder diagonal am Gebäude nach oben bewegen. Normale Kriminelle tummeln sich auf den vielen Etagen des Gebäudes und bewegen sich wahllos von einem Fenster zum anderen.  Spider-Man besitzt nur ein begrenztes Netzflüssigkeit, was durch eine Anzeige am unteren Bildschirmrand angezeigt wird. Der Bahnflüssigkeitsmesser entleert sich im Laufe der Zeit langsam und wirkt so wie eine Art Zeitbegrenzer. Wenn die Anzeige vollständig erschöpft ist, stürzt Spider-Man ohne Möglichkeit, sich selbst zu retten, zu Boden und ein Leben geht verloren. Wenn der Spieler keine Leben mehr hat, ist das Spiel beendet.
Spider-Man kann für jeden gefangenen Kriminellen oder für jede entschärfte kleine Bombe eine kleine Menge Netzflüssigkeit auffüllen. Um einen Verbrecher zu fangen, muss Spider-Man den Gegner berühren. Wenn es einem Kriminellen jedoch gelingt, seine Netzlinie zu berühren, wird sie durchtrennt und Spider-Man stürzt nach unten.
Oben im Gebäude angekommen, muss sich Spider-Man dann dem Goblin stellen, der eine „Superbombe“ platziert hat, deren Zündschnur aktiviert wird, wenn eine bestimmte Anzahl von Feinden besiegt und/oder eine bestimmte Anzahl kleiner Bomben entschärft wird. Sobald die Zündschnur angezündet ist, bleibt nur eine begrenzte Zeit, um die Superbombe zu erreichen, bevor sie explodiert. Nachdem man den Grünen Kobold besiegt hat, beginnt das Spiel mit einem höheren Schwierigkeitsgrad von vorne.

## Rezeption
Mark Trost von Electronic Fun with Computers & Games  gab dem Spiel 3 von 4 Punkten. Er kritisierte, dass es Ähnlichkeiten mit dem Arcade-Spiel Crazy Climber aufweise. Zudem sagte er, dass es sei eine „schöne Variation des Themas“ mit Web-Shooting- und Swinging-Fähigkeiten sei, und er nannte es „ein herausforderndes, grafisch akzeptables und letztendlich fesselndes“ Spiel.

## Andere Medien
Die Ingame-Version des Grünen Kobolds hat einen Cameo-Auftritt im Animationsfilm Spider-Man: Across the Spider-Verse. Er wird als Gefangener der Spider-Society von Miguel O’Hara neben anderen aus dem Universum vertriebenen Bösewichten dargestellt.